# Gregor Adlercreutz
Gregor Nils Henric Adlercreutz (16 de agosto de 1898-3 de junio de 1944) fue un jinete sueco que compitió en la modalidad de doma. Participó en los Juegos Olímpicos de Berlín 1936, obteniendo una medalla de bronce en la prueba por equipos.

## Palmarés internacional
| Juegos Olímpicos | Juegos Olímpicos  | Juegos Olímpicos  | Juegos Olímpicos |
| Año              | Lugar             | Medalla           | Categoría        |
| ---------------- | ----------------- | ----------------- | ---------------- |
| 1936             | Berlín (Alemania) | Medalla de bronce | Por equipos      |